# أعمدة الخلق

صورة للأشعة القريبة من تحت الحمراء التقطها مقراب جيمس ويب الفضائي ونُشرت في أكتوبر 2022

أعمدة الخلق (بالإنجليزية: Pillars of Creation)‏ هي اسم لأعمدة أو أبراج تظهر في منطقة غنية بالغاز والغبار الكوني في سديم العقاب بكوكبة الحية. اُلتقط لها صورة لأول مرة بواسطة مقراب هابل الفضائي في 22 أبريل 1995 وصنّفها موقع «Space.com» كواحدة من أفضل عشرة صور التقطها المقراب.
كان الفلكيان جيف هيستر وبول سكوين من جامعة أريزونا المسؤولين عن التقاط الصورة. والصورة تظهر منطقة لنشأة النجوم. وتتكون النجوم الجديدة في تلك المنطقة من أشلاء نجوم قبلها انتهت على شكل أعمدة من الغاز، وهذه تتشكل في هيئة كرية خارجة من ظل العمود. ويَبلغ حجم كل كرة من تلك التجمعات ما يعادل المجموعة الشمسية وتشكل معاقلاً لنشأة نجوم جديدة.

## صور لسديم العقاب

صورة كاملة لسديم العقاب وفي وسطها ابراج التخليق وبجوارها العقاب، عن ESO.
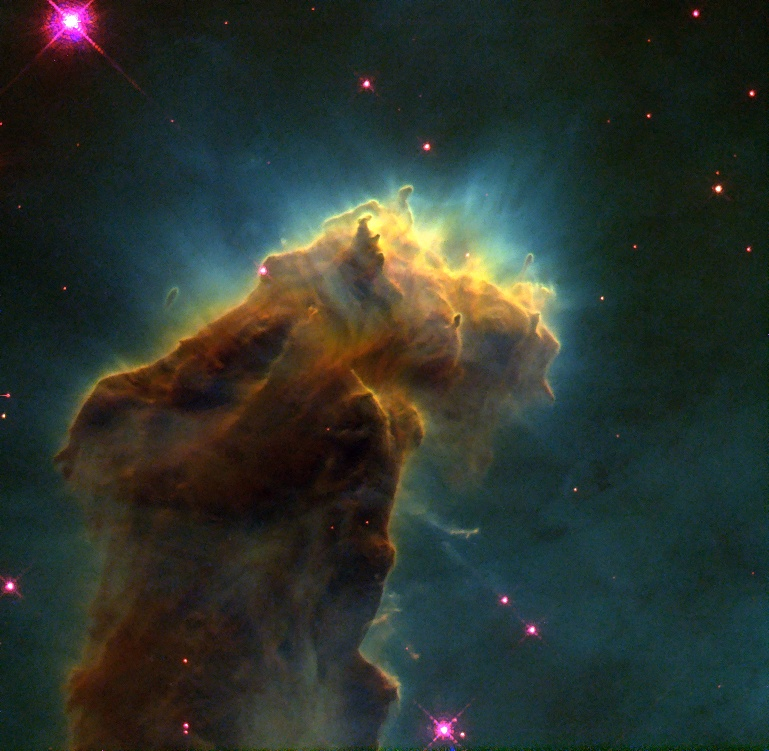
صورة ضوئية ب تلسكوب هابل الفضائي،عن ناسا/ESA
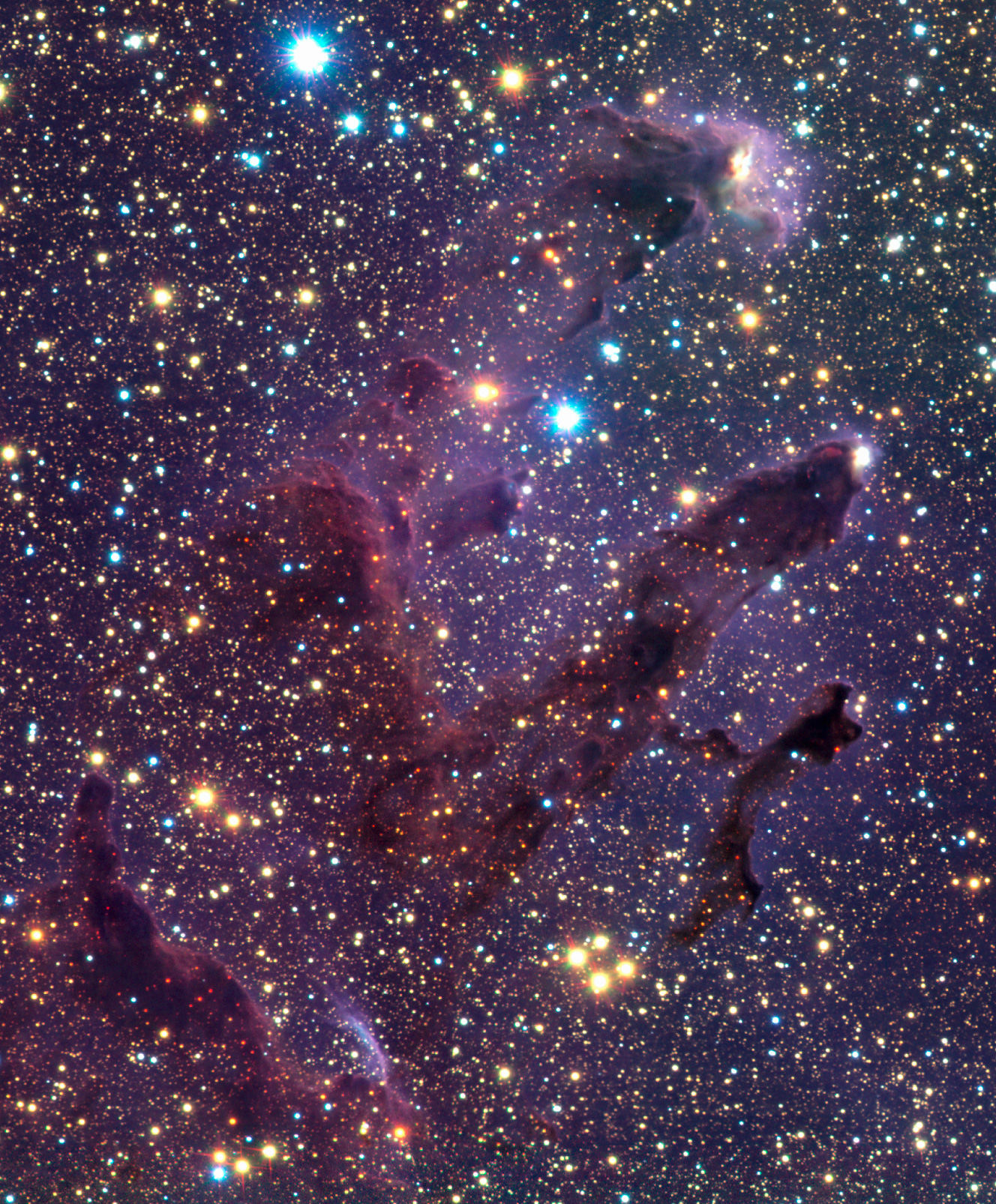
صورة ل الأشعة تحت الحمراء ل أبراج التخليق، عن: ESO
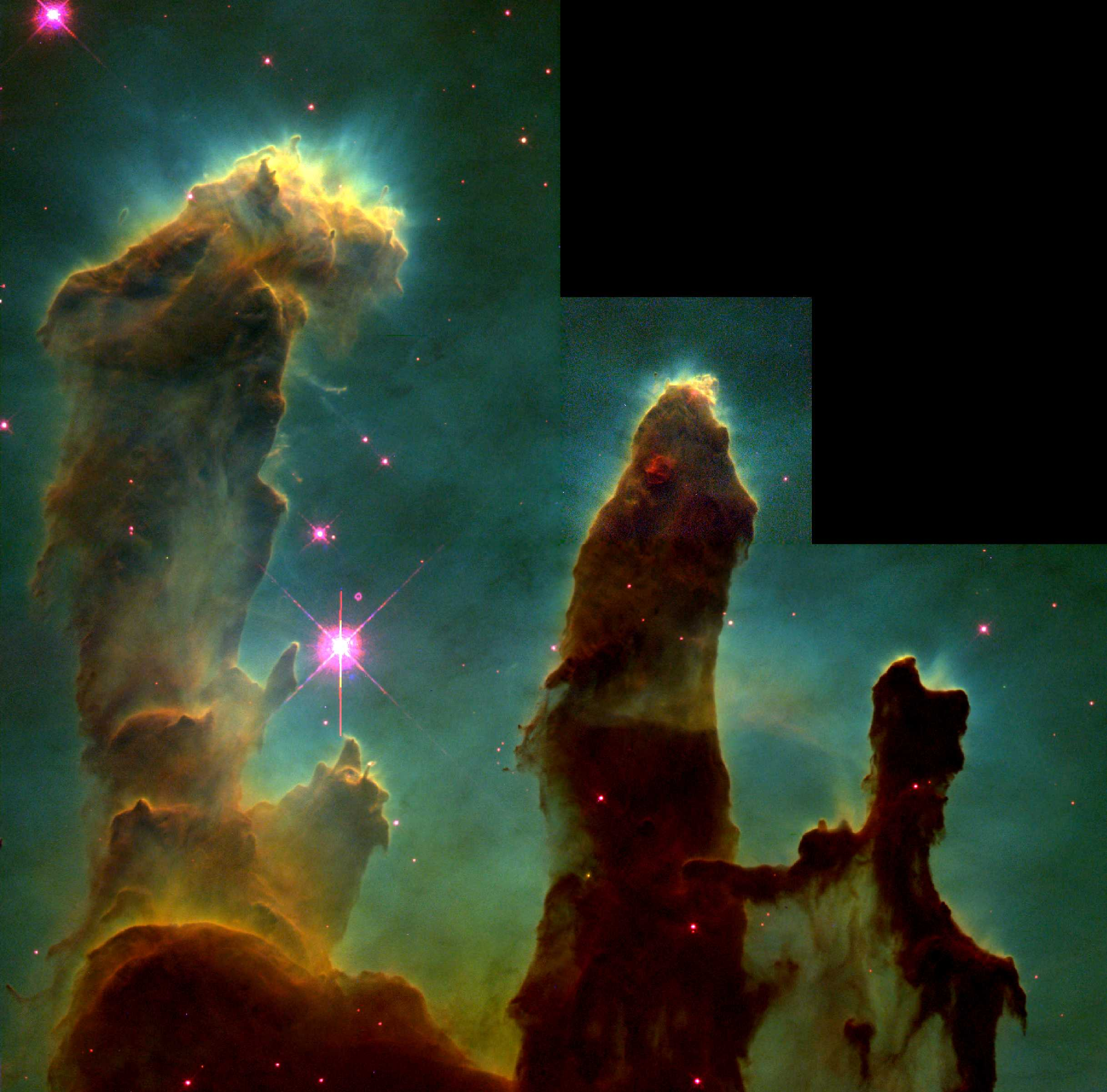
صورة إلتقطها تلسكوب هابل الفضائي للضوء المرئي لمقطع في السديم، وتبين أبراج التخليق.
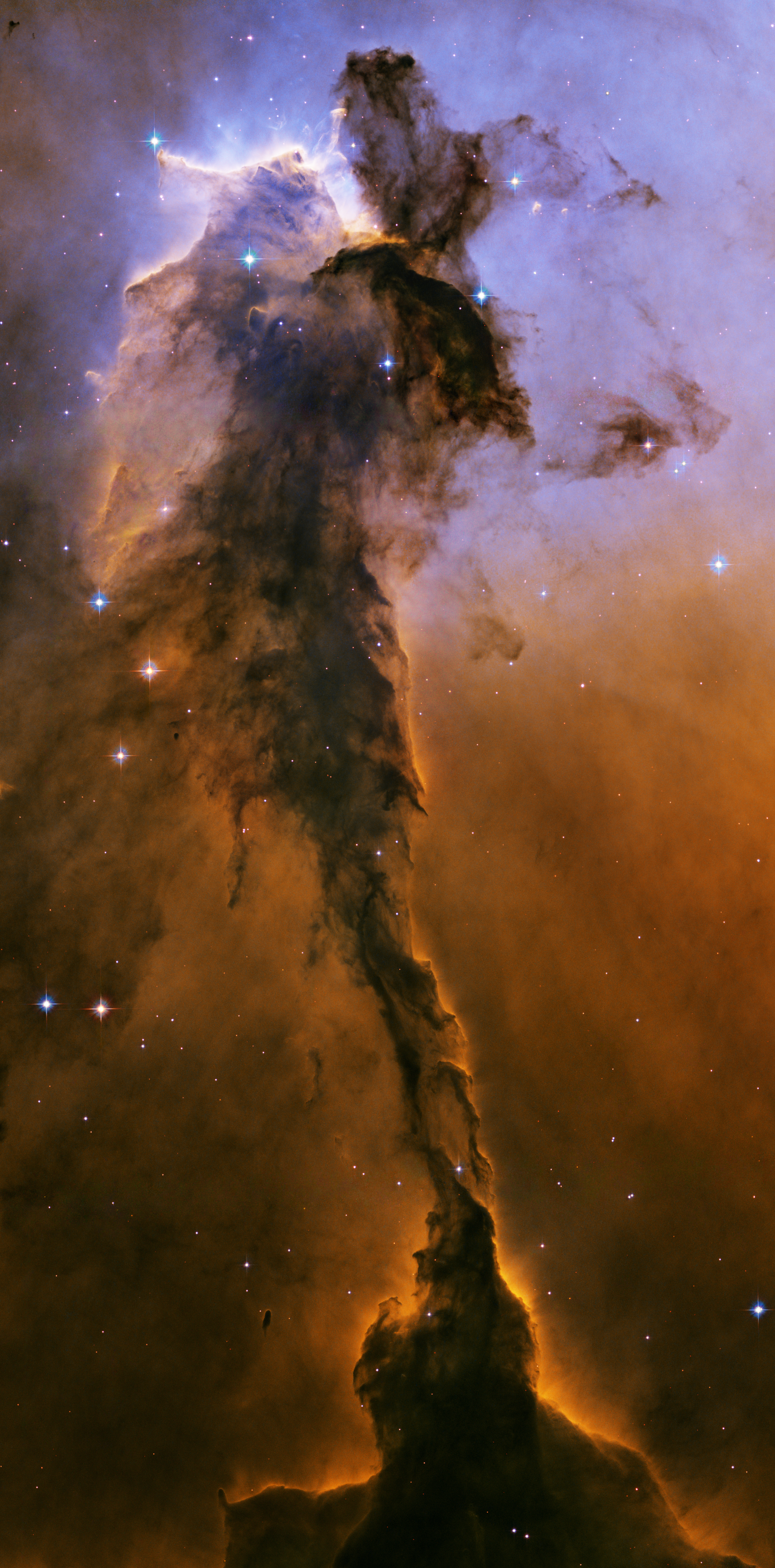
صورة لمقطع من سديم العقاب بمقراب هابل الفضائي عام 2006.
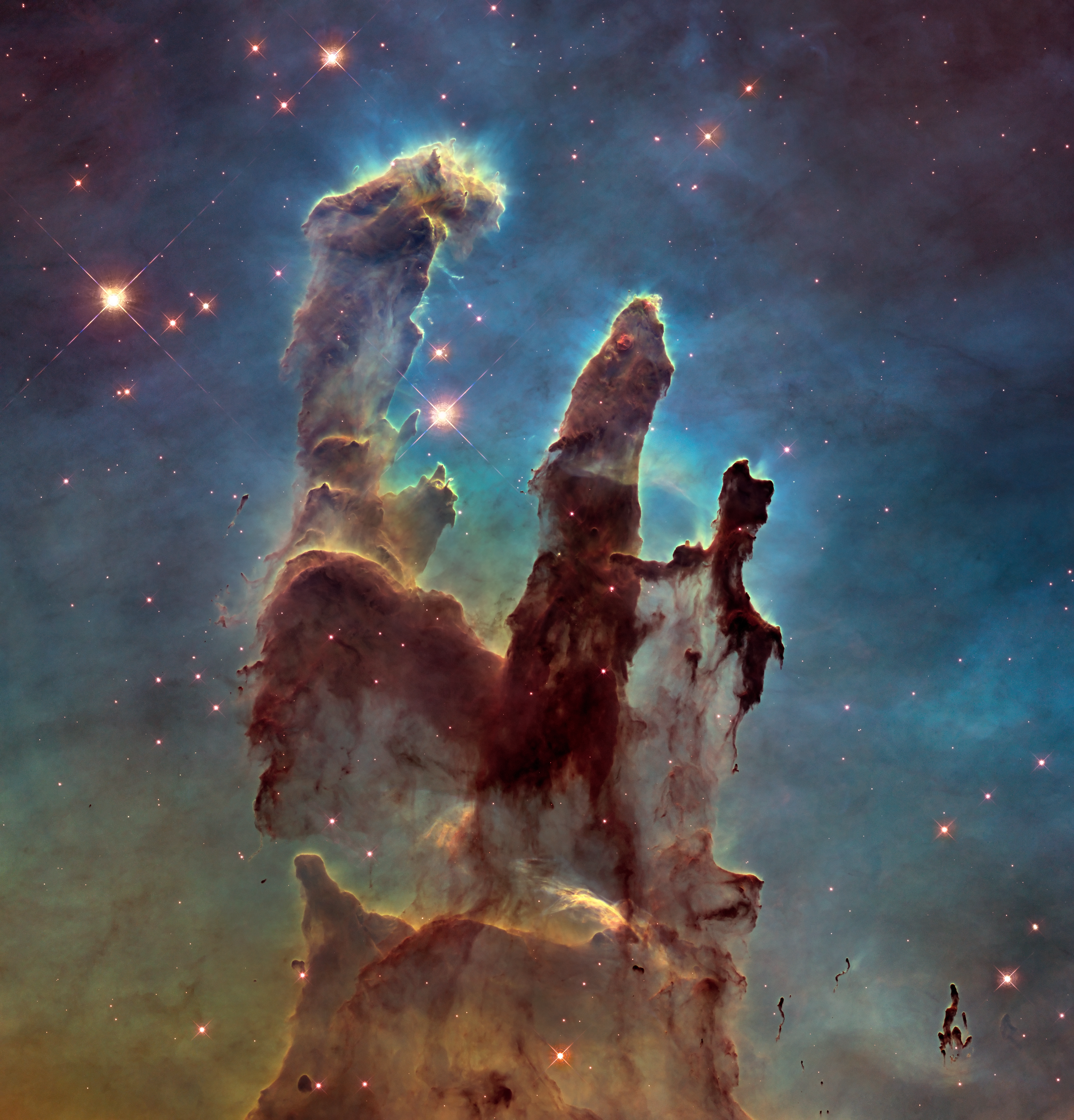
أعمدة الخلق في 2014.

## اقرأ أيضا
- سديم
- نجم
- منطقة هيدروجين II
- منطقة هيدروجين I
- غبار كوني
- المرصد الأوروبي الجنوبي
- إراس 6259-12063
- سحب بين النجوم
- تبخر ضوئي